# Guercino

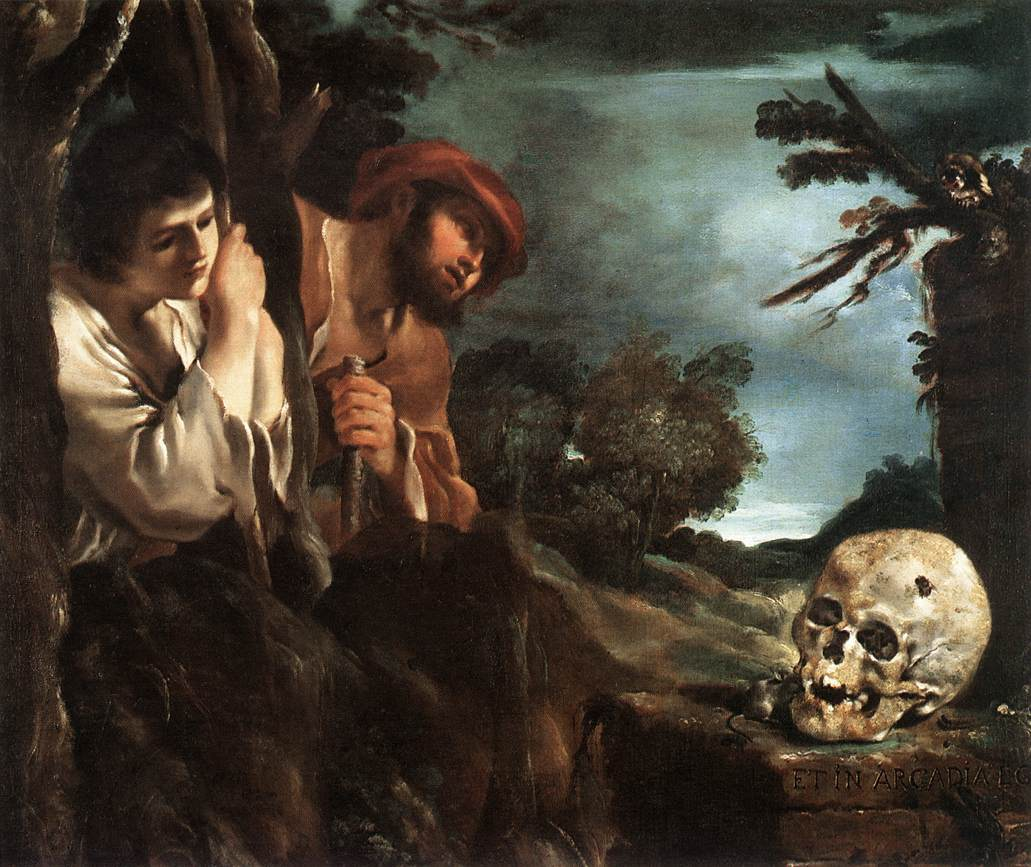
Et in Arcadia ego, óleo sobre lienzo, 82 cm × 91 cm, Galleria Nazionale d'Arte Antica di Palazzo Barberini, Roma.

Giovan (Giovanni) Francesco Barbieri (Cento, 8 de febrero de 1591-Bolonia, 9 de diciembre de 1666), más conocido con el apodo Guercino o Il Guercino, fue un pintor barroco italiano. Es un representante del periodo de transición del clasicismo romano-boloñés al barroco pleno. Padecía estrabismo, de ahí su sobrenombre (guercino es el diminutivo de guercio, bizco en italiano).

## Biografía
Guercino nació en Cento (provincia de Ferrara), una ciudad entre Ferrara y Bolonia, en la región de Emilia-Romaña, hijo de Andrea Barbieri y de Elena Ghisellini, una familia de condición humilde. Además de en su ciudad natal, vivió y pintó también en Roma y Bolonia. A la edad de 17 años se asoció con Benedetto Gennari "el Viejo", un pintor de la escuela boloñesa. En 1615 se trasladó a Bolonia, lo que le fue de gran provecho, pues le permitió estudiar las valiosas pinturas allí conservadas. Sus propias obras se ganaron los elogios de Ludovico Carracci, ya anciano. Pintó dos grandes lienzos, Elías alimentado por cuervos y Sansón detenido por los filisteos, de estilo muy caravaggista (aunque es poco probable que pudiera ver ningún Caravaggio). Estos óleos fueron pintados para el cardenal Jacopo Serra, el legado papal en Ferrara.
Los pastores de Arcadia (Et in Arcadia ego) (Roma, Galleria Nazionale d'Arte Antica) fue pintado en 1618, a la vez que Marsias desollado por Apolo (Palazzo Pitti de Florencia). Como dijo a menudo, su estilo en estos años estaba fuertemente influido por los Carracci. Algunas de sus obras posteriores, en cambio, se asemejan más a las de su contemporáneo Guido Reni, quien llegó a acusarle de plagio. Son pinturas más claras y luminosas, de figuras dulzonas, lo que acarreó la crítica de los siglos posteriores. En vida, Guercino fue muy famoso, y hasta Cento fueron a verlo personajes muy destacados, entre ellos Velázquez, quien lo visitó en 1629, durante su primer viaje a Italia (1629-31).
Guercino fue recomendado por el marqués Enzo Bentivoglio al papa, el boloñés Alessandro Ludovisi, Gregorio XV. Pasó dos años (1621-23) en Roma, donde pintaría muchas obras y fue retratado en un grabado por Ottavio Leoni. De este periodo son los frescos del Casino de la Villa Ludovisi (La Aurora, La Fama y La Noche), el techo de la Basílica de San Crisógono (1622) sobre San Crisógono en la Gloria, su retrato del papa Gregorio (actualmente en el Getty Center) y la que está considerada su obra maestra, El enterramiento de Santa Petronila, para el Vaticano (actualmente en los Museos Capitolinos).

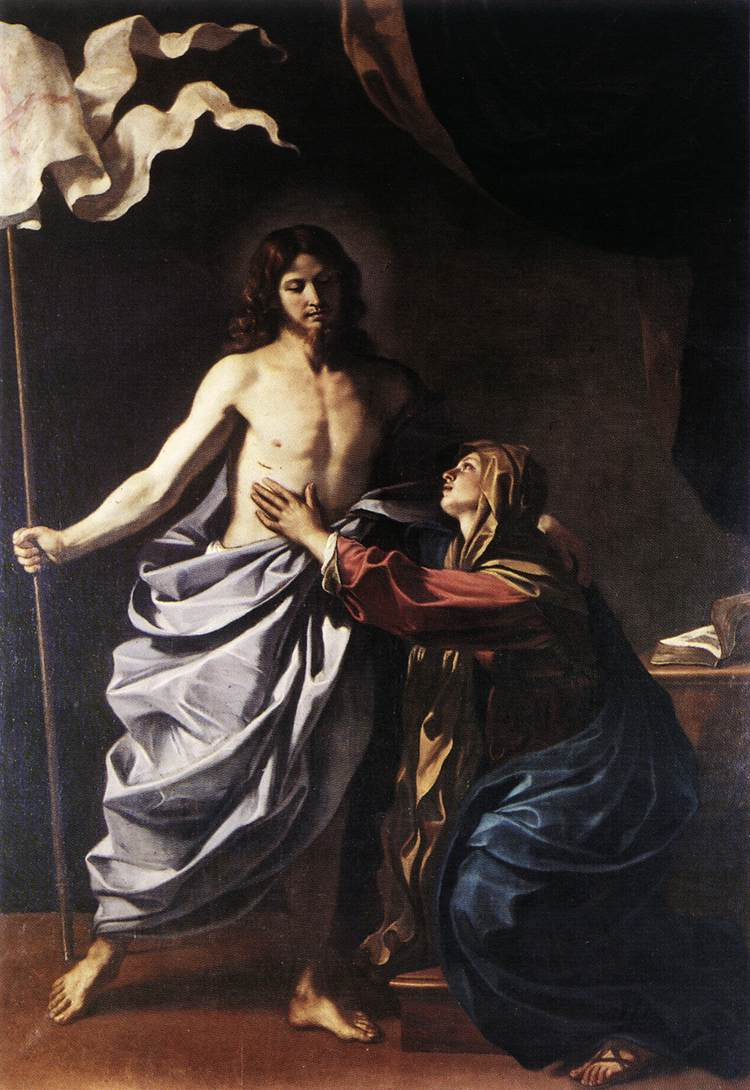
Cristo resucitado apareciéndose a su madre. Óleo sobre lienzo, 260 × 179 cm, c. 1629-1630. El francés Joseph Jérôme Le Français de Lalande dejó escrito en su Voyage d'un François en Italie, fait dans les années 1765 & 1766 que se trataba de «le plus fameux de tous les tableaux de Cento» (el más famoso de todos los cuadros de Cento). Pinacoteca civica di Cento.

A partir de 1628 se produce un cambio estilístico en la obra del Guercino, que los expertos han dado en llamar seconda maniera (segundo estilo). Ahora sus figuras tendrán un aspecto imponente, cercano a los ideales de perfección física que en el siglo anterior había buscado la escuela romanista fundada por Rafael.
En 1641 el prior de la Cartuja de Pavía, Ignazio Bulla, le encargó el gran retablo de la Virgen y el Niño entronizados entre San Pedro y San Pablo para el altar de los Santos Pedro y Pablo. La orden franciscana de Reggio le pagó 300 ducados en 1655 por la obra San Lucas mostrando una pintura de la Virgen y su hijo (actualmente en el Museo Nelson-Atkins, en Kansas City). Los Corsini también le pagaron 300 ducados por la Flagelación de Cristo pintado en 1657.
Destaca en Guercino su gran facilidad y rapidez para completar sus cuadros; realizó nada menos que 106 grandes obras de altar para iglesias, y 144 pinturas de otros temas y formatos. En 1626 empezó sus frescos en el Duomo de Piacenza. Guercino continuó pintando y enseñando hasta su muerte en 1666. Para cuando falleció había acumulado una fortuna considerable. Fue enterrado, por deseo suyo, junto a su hermano, Paolo Antonio, también pintor, en la Iglesia de San Salvador (Bolonia). 

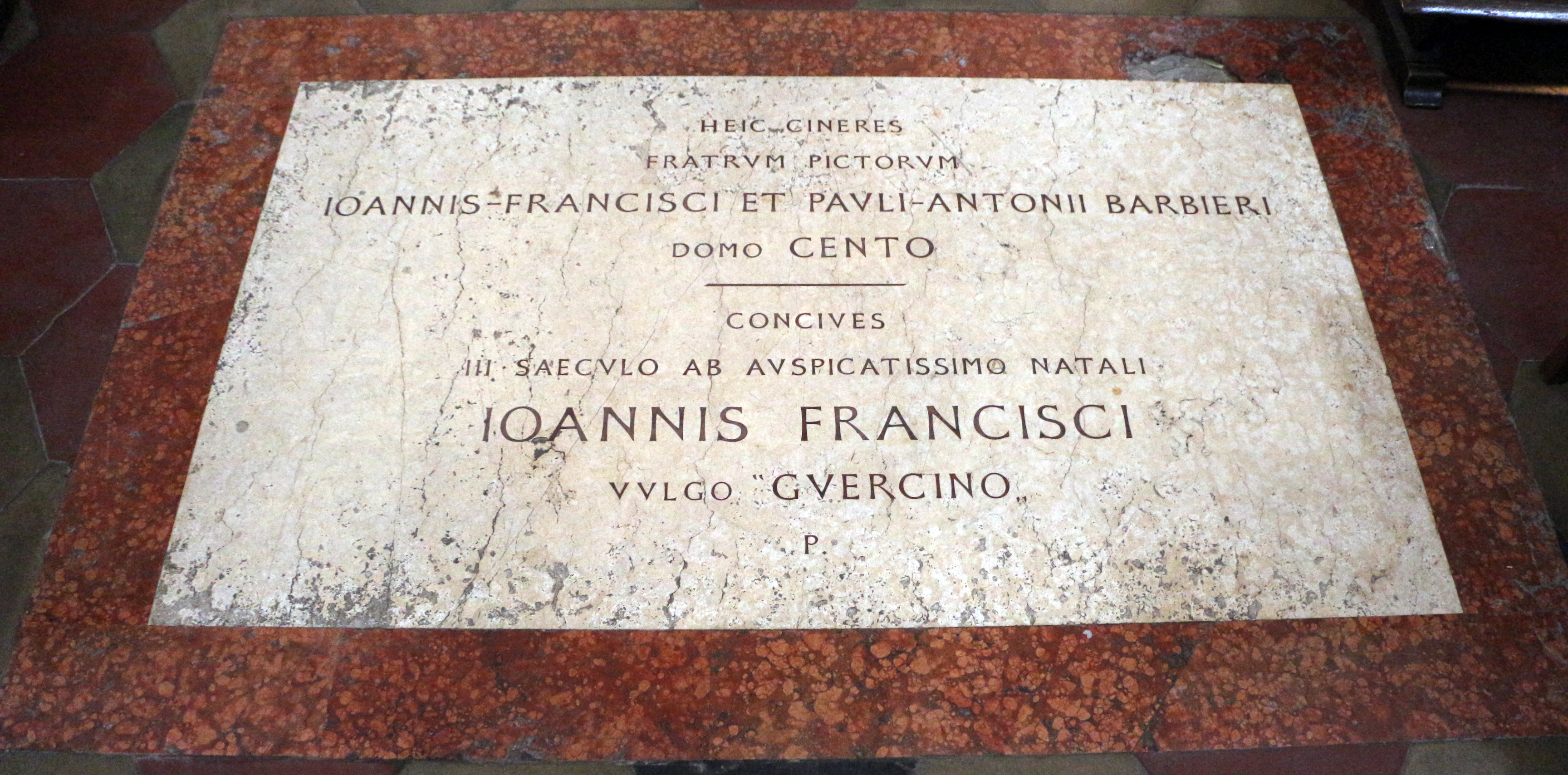
Lápida de la tumba de los hermanos Barbieri.

Su presencia en museos españoles es relevante. El Museo del Prado posee ocho pinturas, entre ellas Susana y los viejos, San Agustín meditando sobre la Trinidad, Magdalena penitente y San Pedro liberado por un ángel (que sería grabado por Ramón Bayeu), además de otros tantos dibujos. Destacan también en España Lot y sus hijas (Monasterio de El Escorial) y Cristo y la samaritana (Madrid, Museo Thyssen-Bornemisza).

## Listado de obras destacadas

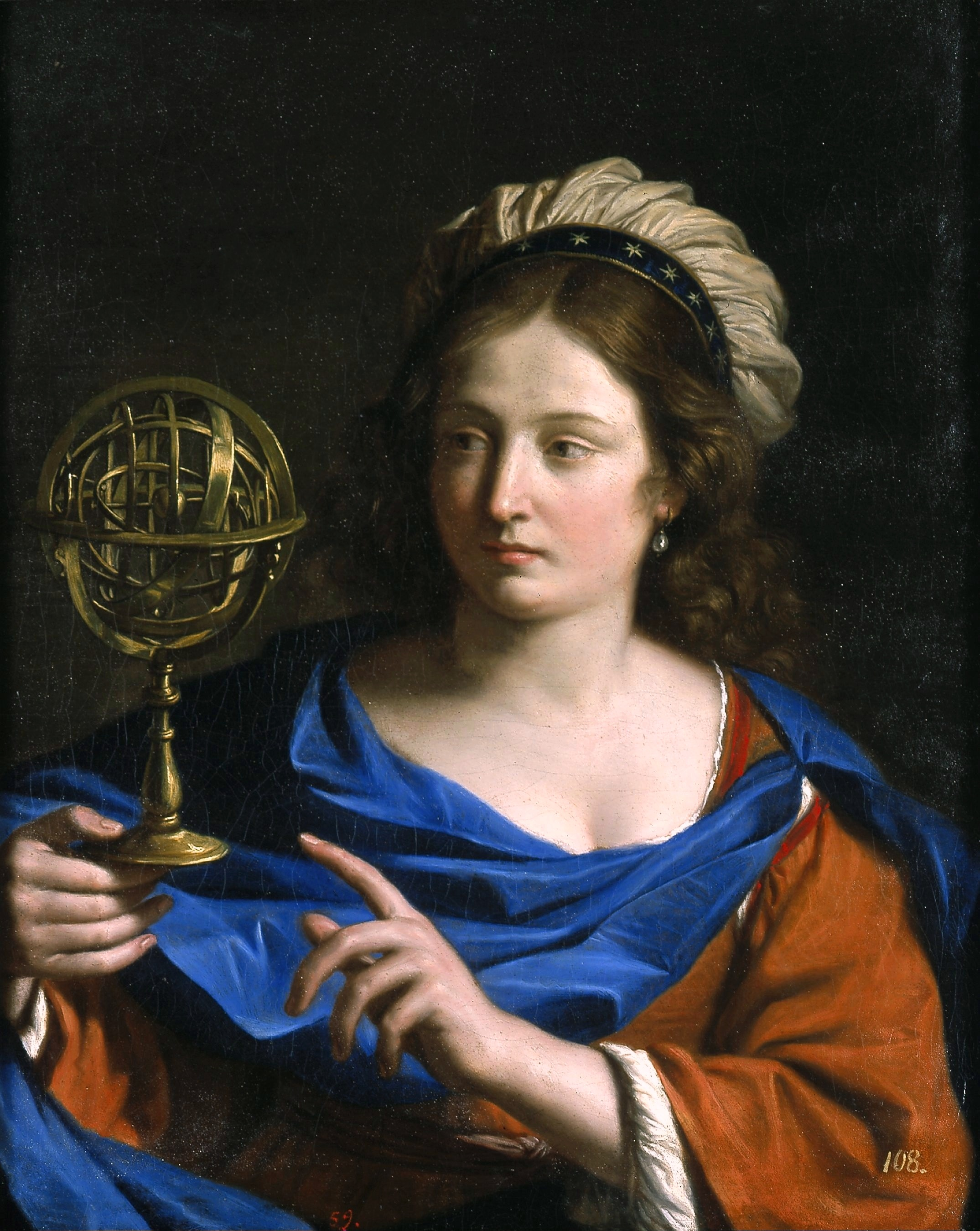
Alegoría de la Astronomía, Blanton Museum of Art, Austin, Texas, Estados Unidos.

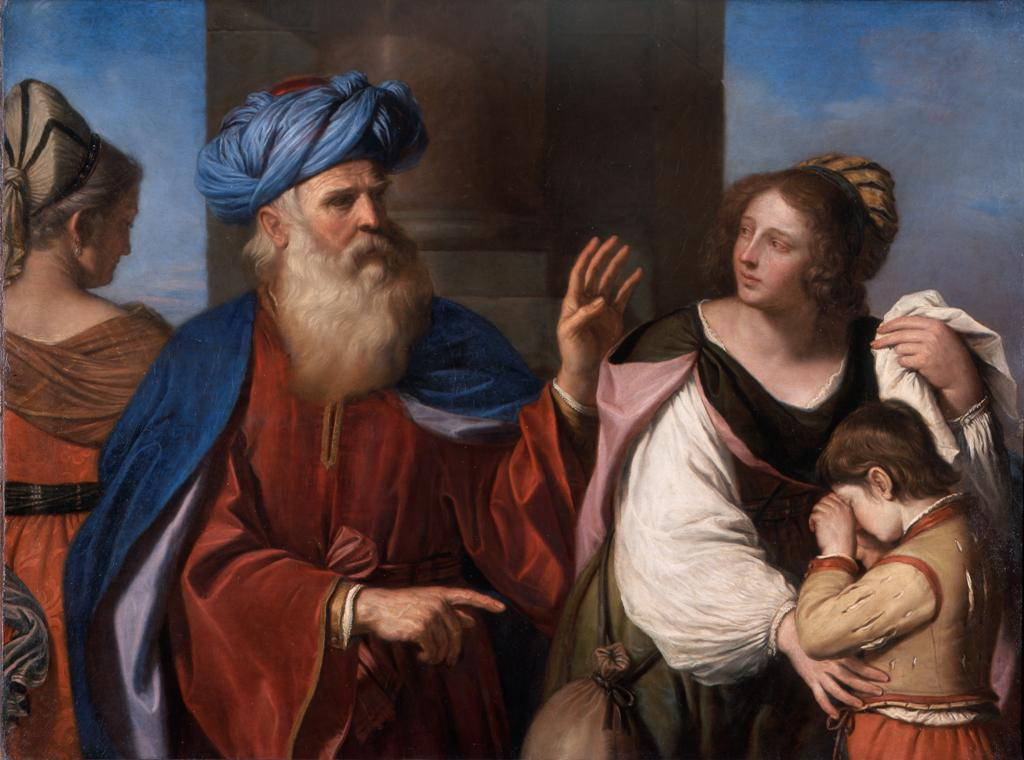
Abraham repudia a Agar e Ismael, Pinacoteca de Brera, Milán.

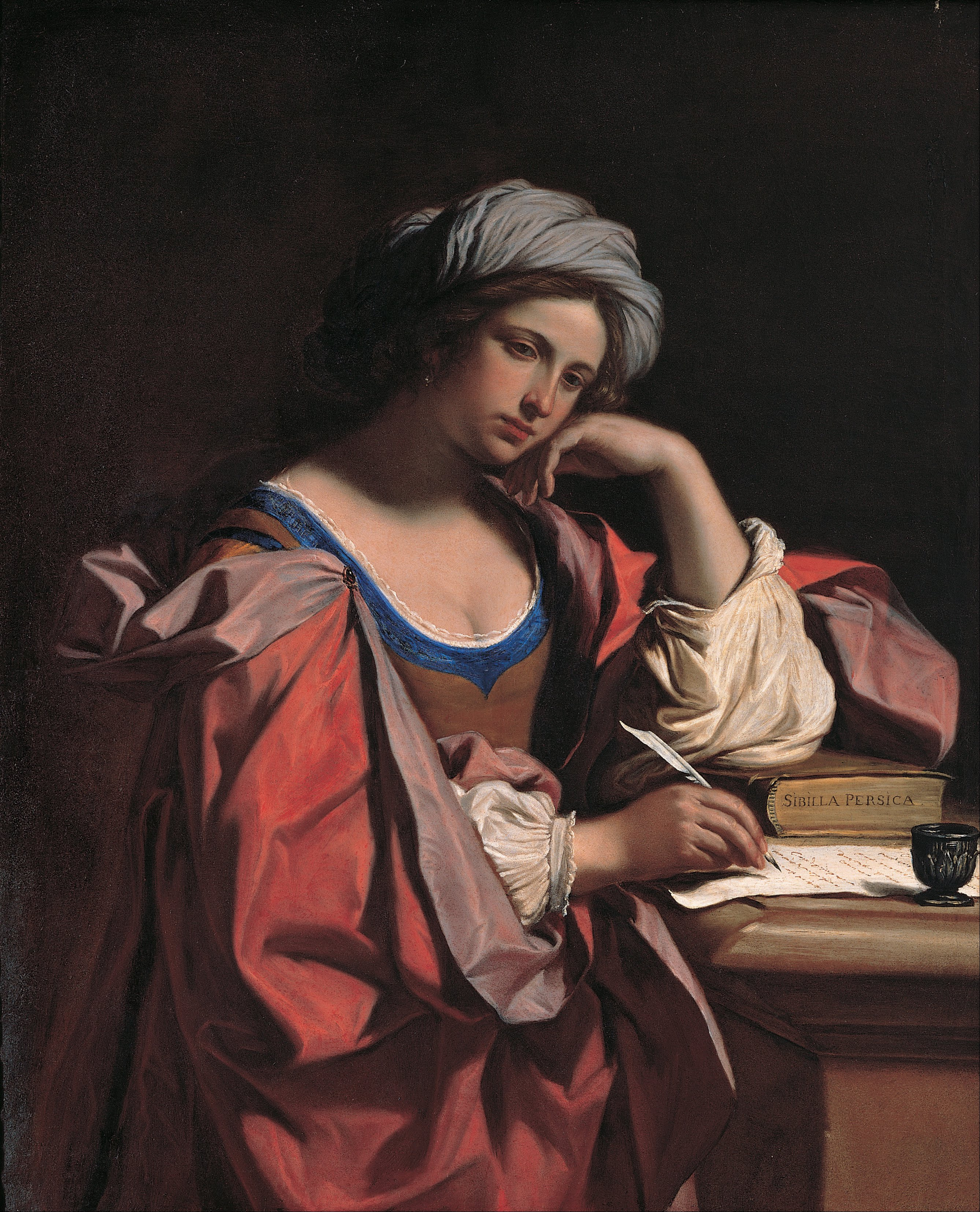
Sibila pérsica, Museos Capitolinos.

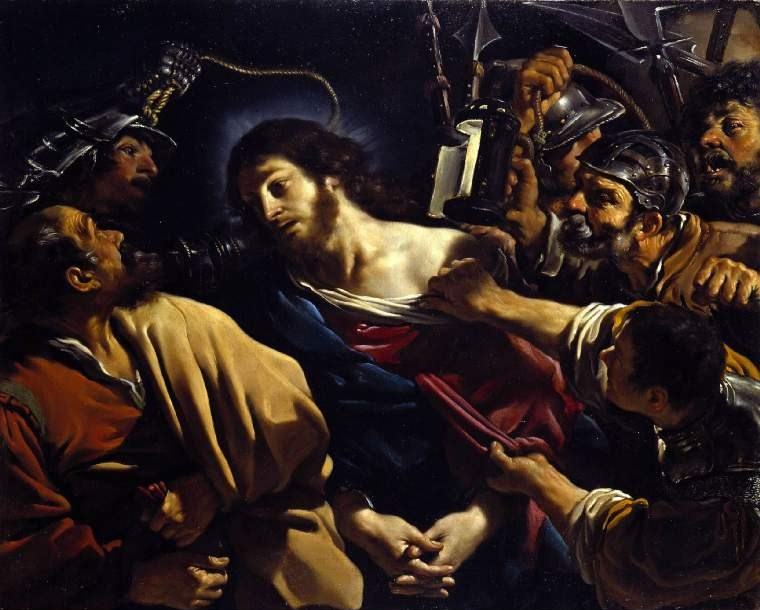
Prendimiento de Cristo, Museo Fitzwilliam.

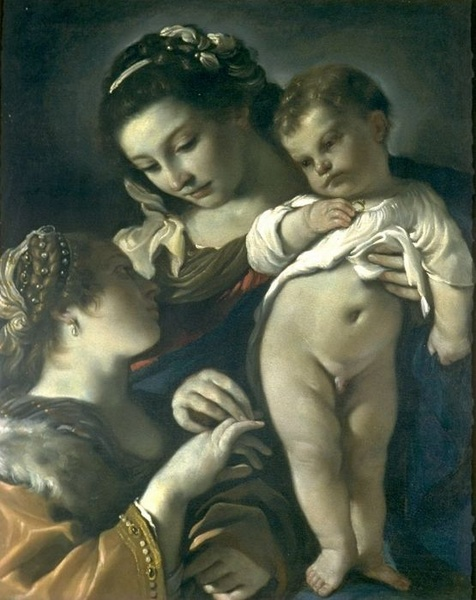
Desposorios místicos de Santa Catalina, Gemäldegalerie de Berlín.

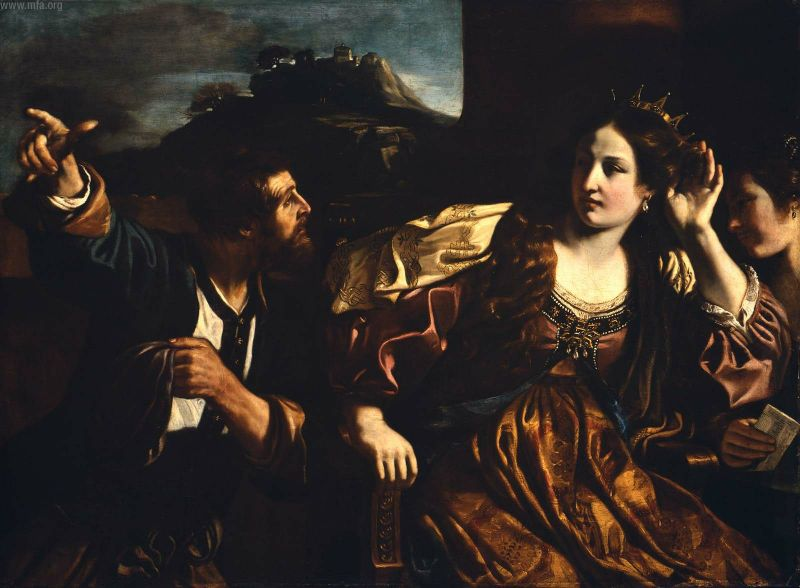
La reina Semíramis recibe la noticia de la revuelta de Babilonia, Museo de Bellas Artes de Boston.

- Triunfo de Todos los Santos (1613), su primer encargo de importancia, para la iglesia del Spirito Santo, obra actualmente dispersa.
- San Mateo y el ángel (1615, Staatliche Gemäldegalerie, Dresde)
- San Lucas (1615, Staatliche Gemäldegalerie, Dresde)
- San Marcos (1615, Staatliche Gemäldegalerie, Dresde)
- San Juan Evangelista (1615, Staatliche Gemäldegalerie, Dresde)
- Madonna della pappa (1615, Colección Real, Estocolmo)
- Esponsales místicos de Santa Catalina y San Carlos Borromeo (1615, Cassa di Risparmio (Caja de Ahorros), Cento)
- Paisaje de claro de luna con carroza (1615, Nationalmuseum, Estocolmo)
- Paisaje fluvial con figuras (1615, Colección privada, Nápoles)
- Predicación de San Antonio Abad (1615, Pinacoteca de Brera, Milán)
- Frescos de la Casa Pannini (1615-17, Cento)
- Virgen del gorrión (1616, Pinacoteca Nacional de Bolonia)
- Milagro de San Carlos Borromeo (1616, San Sebastiano, Renazzo di Cento)
- Feria en Reno Vecchio (1617, Museos Vaticanos, Roma)
- Susana y los viejos (1617, Museo del Prado, Madrid)
- San Sebastián es socorrido por dos ángeles (1617, Fitzwilliam Museum, Cambridge)
- Et in Arcadia Ego (1618, Galleria Nazionale d'Arte Antica, Roma)
- Erminia encuentra a Tancredo herido (1618-19, Galleria Doria Pamphilj, Roma)
- Curación de San Sebastián (1619, Pinacoteca Nacional de Bolonia)
- Sibila (1619, Cassa di Risparmio, Cento)
- Retorno del hijo pródigo (1619, Kunsthistorisches Museum, Viena)
- Elías es alimentado por un cuervo (1619, National Gallery, Londres)
- San Francisco en meditación (1619, Musée Fabre, Montpellier)
- Cabeza de viejo (1620, Ashmolean Museum, Oxford)
- Vestición de San Guillermo (1620, Pinacoteca Nacional de Bolonia)
- San Francisco en éxtasis con San Benito (1620, Museo del Louvre)
- Erminia y los pastores (1620, Birmingham Museum of Art)
- Matrimonio místico de Santa Catalina (1620, Gemäldegalerie, Berlín-Dahlem)
- Rey David (1620, Musée des Beaux-Arts, Ruan)
- Frescos del Casino Ludovisi (1621, Roma)
- Prendimiento de Cristo (1621, Fitzwilliam Museum, Cambridge)
- Incredulidad de Santo Tomás (1621, National Gallery, Londres)
- Cristo y la adúltera (1621, Dulwich Picture Gallery, Londres)
- Virgen con niño (1621 — 22, Instituto de arte Städel, Fráncfort del Meno)
- La Magdalena en el sepulcro (1622, Pinacoteca Vaticana, Roma)
- Liberación de San Pedro (1622, Museo del Prado)
- San Mateo y el ángel (1622, Museos Capitolinos, Roma)
- Entierro y Asunción de Santa Petronila (1622-23, San Pedro, Vaticano)
- Retrato del papa Gregorio XV (1622-23, The J. Paul Getty Museum, Los Ángeles)
- San Francisco en éxtasis (1623, Colección privada, Cento)
- Ecce Homo (1623, Colección casa de Alba, Madrid)
- San Pedro (1623, Colección Koelliker, Milán)
- Presentación de Jesús en el Templo (1623, National Gallery, Londres)
- Autorretrato (c. 1624, Richard L. Feigen & Co., New York)
- Crucifixión (1625, Basílica della Ghiara, Reggio Emilia)
- Frescos de la cúpula de la Catedral de Piacenza (1626)
- Retorno del hijo pródigo (1627-28, Galleria Borghese, Roma)
- Virgen con el niño bendiciendo (1629, Pinacoteca Civica, Cento)
- Muerte de Dido (1629, Galleria Spada, Roma)
- Cristo resucitado se aparece a la Virgen (1630, Pinacoteca Civica, Cento)
- Retrato de Francisco I de Este, duque de Modena (1632)
- Retrato de Maria Farnese, duquesa de Modena (1632)
- Magdalena (1632, Colección Koelliker, Milán)
- San José con el niño Jesús (1633, Colección Lauro, Bolonia)
- Venus, Marte y Cupido (1634, Galleria Estense, Módena)
- San Agustín en meditación (1635, Museo del Prado)
- Santa Inés (1637, Trafalgar Galleries, Londres)
- Alegoría de la Pintura y la Escultura (1637, Galleria Nazionale d'Arte Antica, Roma)
- Las lágrimas de San Pedro (1639, National Gallery of Scotland, Edimburgo)
- Cleopatra (1639, Colección privada, Ferrara)
- Cristo y la samaritana (1640, Museo Thyssen-Bornemisza, Madrid)
- Suicidio de Catón (1641, Palazzo Rosso, Génova)
- La Virgen y el Niño entronizados entre San Pedro y San Pablo (1641, Cartuja de Pavía)
- Hércules (1642, Colección Koelliker, Milán)
- San Juan Bautista (1644, Pinacoteca Nacional de Bolonia)
- Semíramis recibe la noticia de la revuelta de Babilonia (1645, Colección Alec Cobbe, Surrey)
- Saúl intenta asesinar a David (1646, Galleria Nazionale d'Arte Antica, Roma)
- San Pedro de Verona (1646-47, Pinacoteca Nacional de Bolonia)
- Sibila pérsica (1647, Pinacoteca Capitolina, Roma)
- Ecce Homo (1647, Staatliche Gemäldesammlungen, Mónaco)
- San Bruno (1647, Pinacoteca Nacional de Bolonia)
- Erminia y los pastores (1648, Minneapolis Institute of Arts)
- La muerte de Cleopatra (1648, Museos de Strada Nuova, Génova)
- Santa Cecilia (1649, Dulwich Picture Gallery, Londres)
- José y la mujer de Putifar (1649, National Gallery of Art, Washington D. C.)
- Susana y los viejos (1650, Galería Nacional de Parma)
- Las lágrimas de San Pedro (1650, Colección Koelliker, Milán)
- Lot y sus hijas (1650, Museo del Louvre)
- David con la cabeza de Goliat (c. 1650, National Museum of Western Art, Tokio)
- Sibila de Cumas con ángel (1651, National Gallery, Londres)
- Sibila líbica (1651, Royal Collection, Windsor Palace)
- Sibila de Samos (1651, Colección privada)
- Virgen con niño bendiciendo (1651, Galleria Sabauda, Turín)
- San Pablo Ermitaño (1652, Pinacoteca Nacional de Bolonia)
- Magdalena en el desierto (1652, Pinacoteca Nacional de Bolonia)
- San Juan Bautista en el desierto (1652, Richard L. Feigen & Co., New York)
- San Jerónimo (1652, Colección privada, Milán)
- Martirio de Santa Catalina de Alejandría (1653, Museo del Hermitage, San Petersburgo)
- El ángel se aparece a Agar e Ismael (1653, National Gallery, Londres)
- San Andrés apóstol (1656, Colección Koelliker, Milán)
- Sansón y Dalila (1657, Musée des Beaux-Arts, Estrasburgo)
- Abraham repudia a Agar e Ismael (1657, Pinacoteca di Brera, Milán)
- Flagelación de Cristo (1658, Galleria Nazionale d'Arte Antica, Roma)
- Ecce Homo (1659, Galleria Sabauda, Turín)
- Santa Bárbara (1659, Colección privada, Milán)
- Santa Cecilia (1659, Colección privada, Milán)
- San Francisco (1659, Colección privada, Milán)
- Virgen con niño (c. 1665, Fondazione Cavallini Sgarbi, Ferrara), fragmento de un retablo.

## Galería de obras

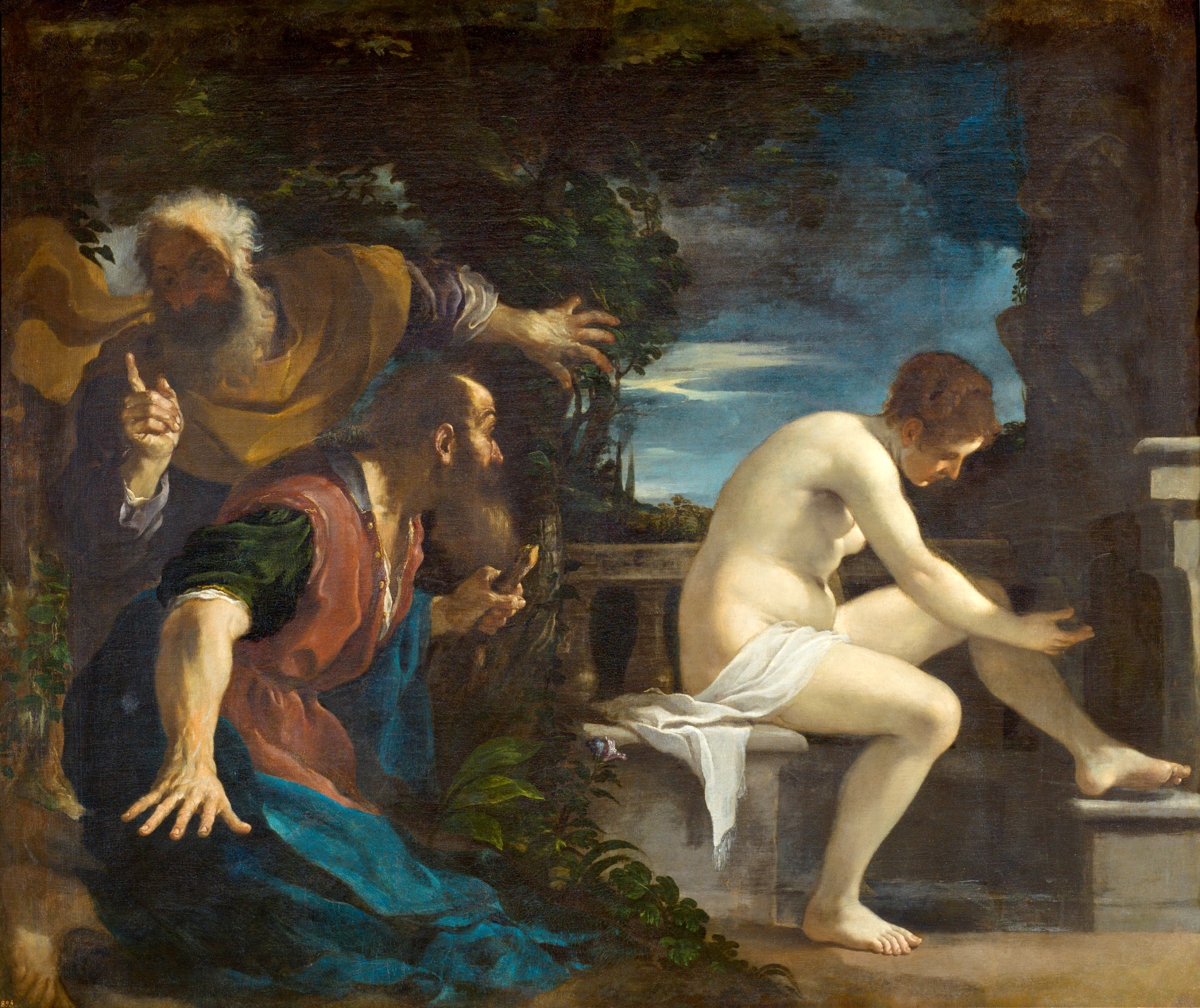
Susana y los viejos (Museo del Prado, Madrid).
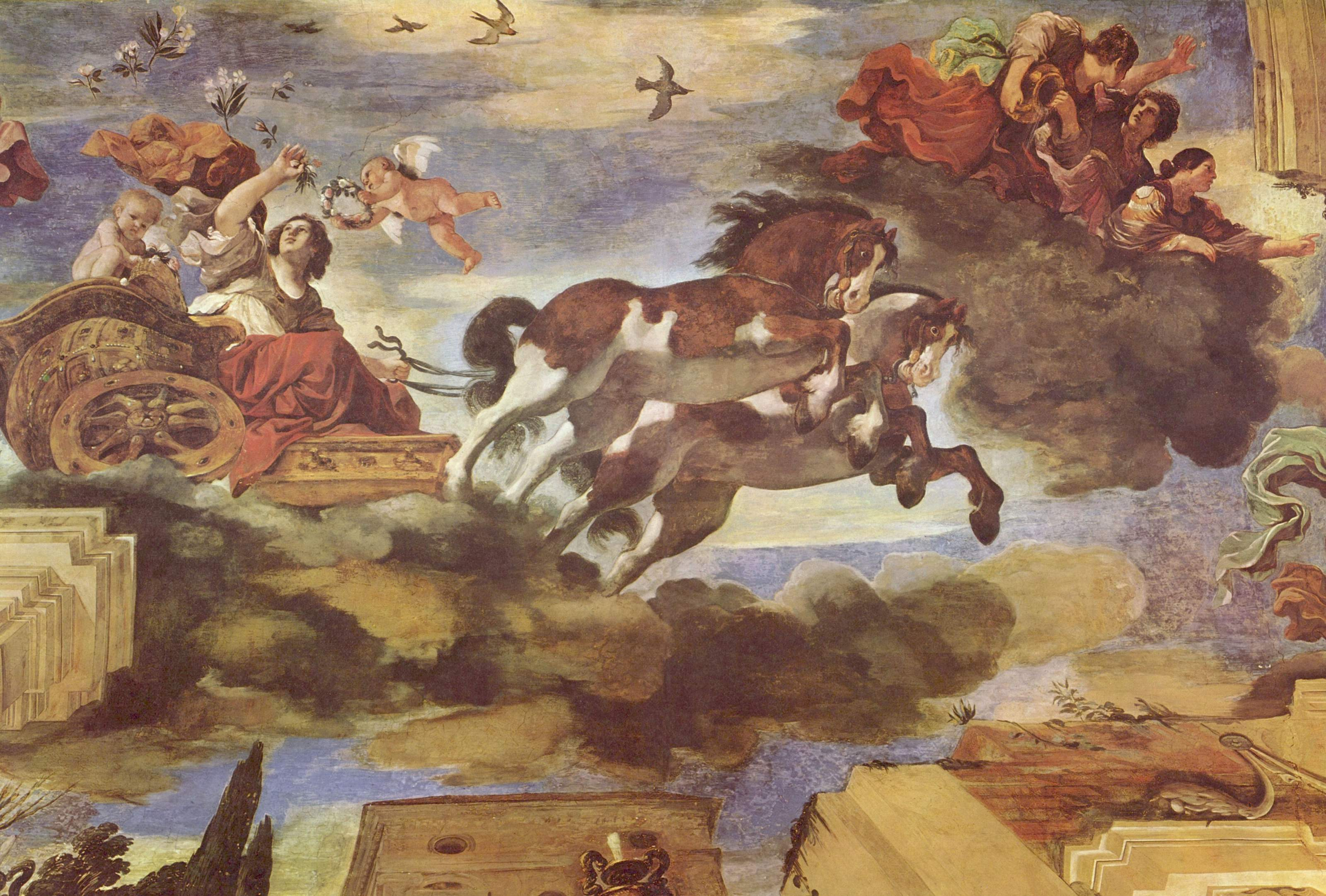
La Aurora, techo del Casino de la Villa Ludovisi de Roma.
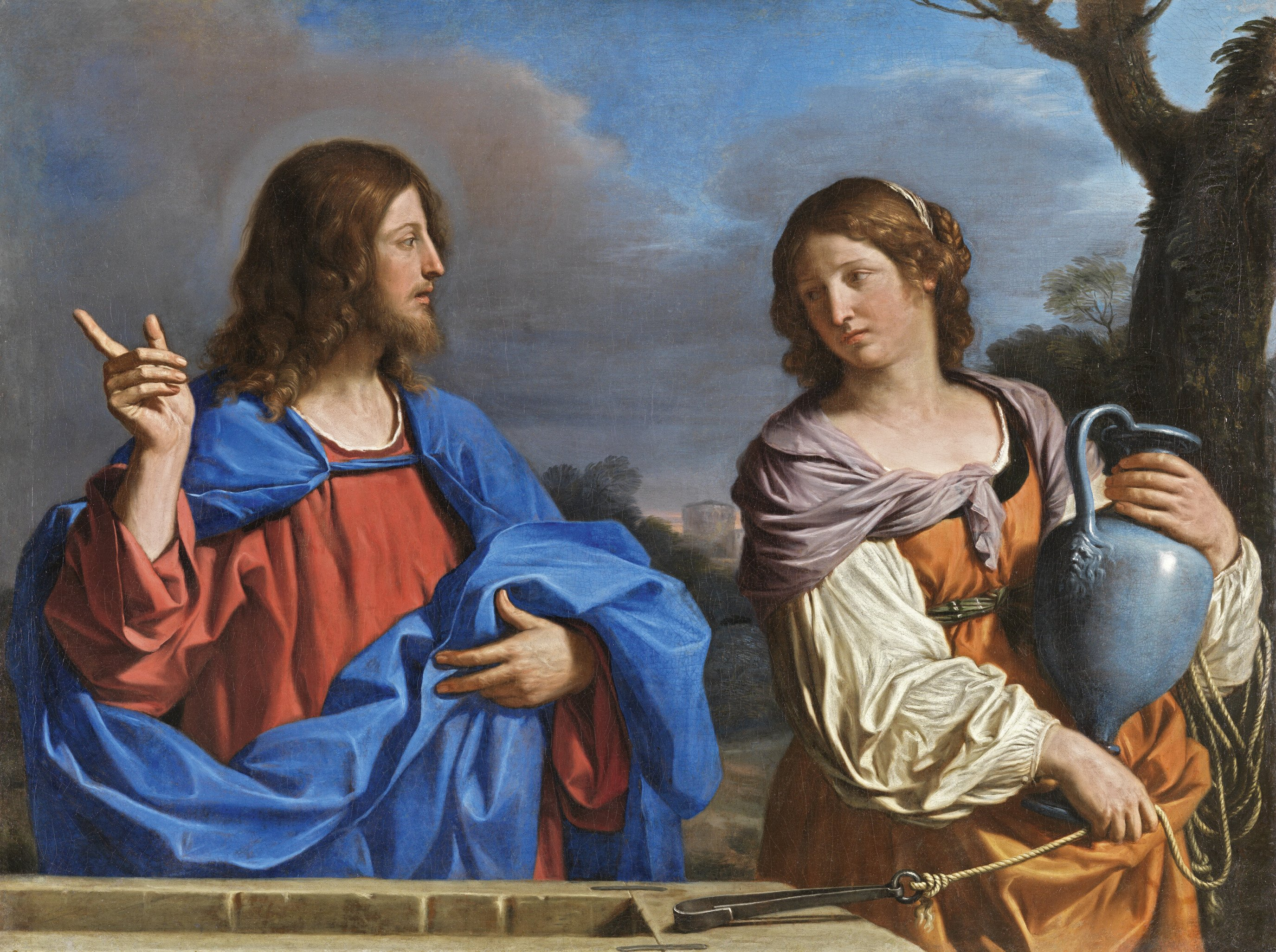
Cristo y la samaritana (Museo Thyssen-Bornemisza de Madrid).
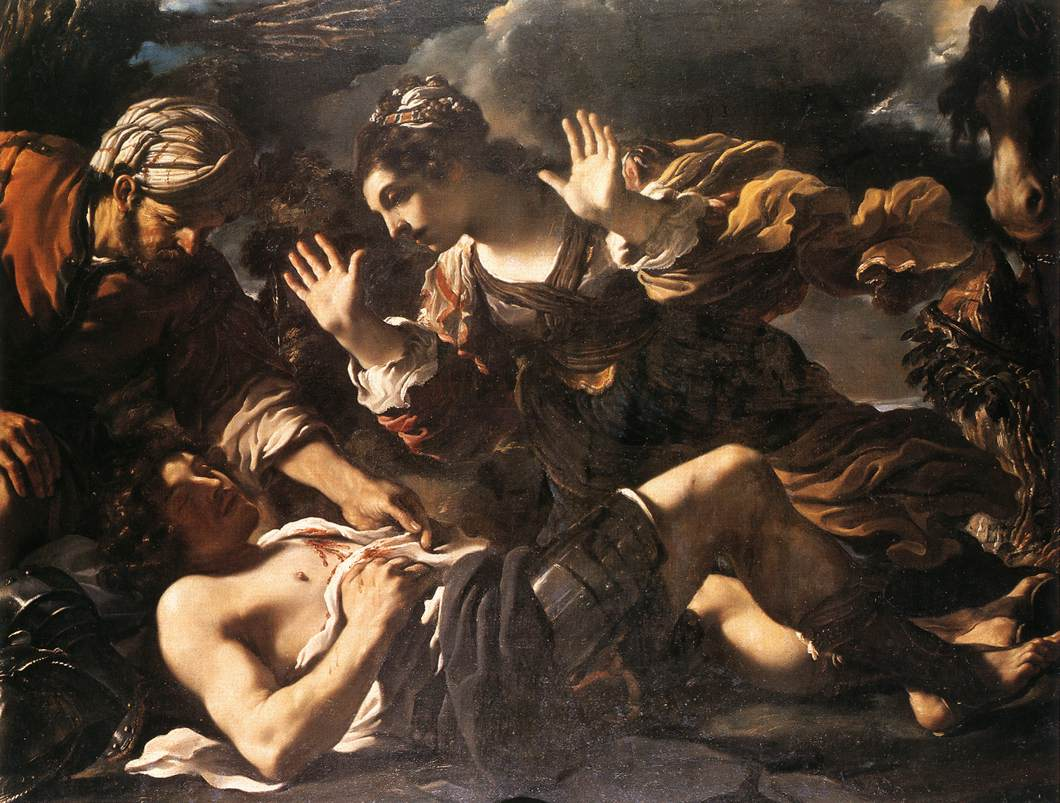
Erminia encuentra herido a Tancredo de Galilea (Galería Doria Pamphilj de Roma).
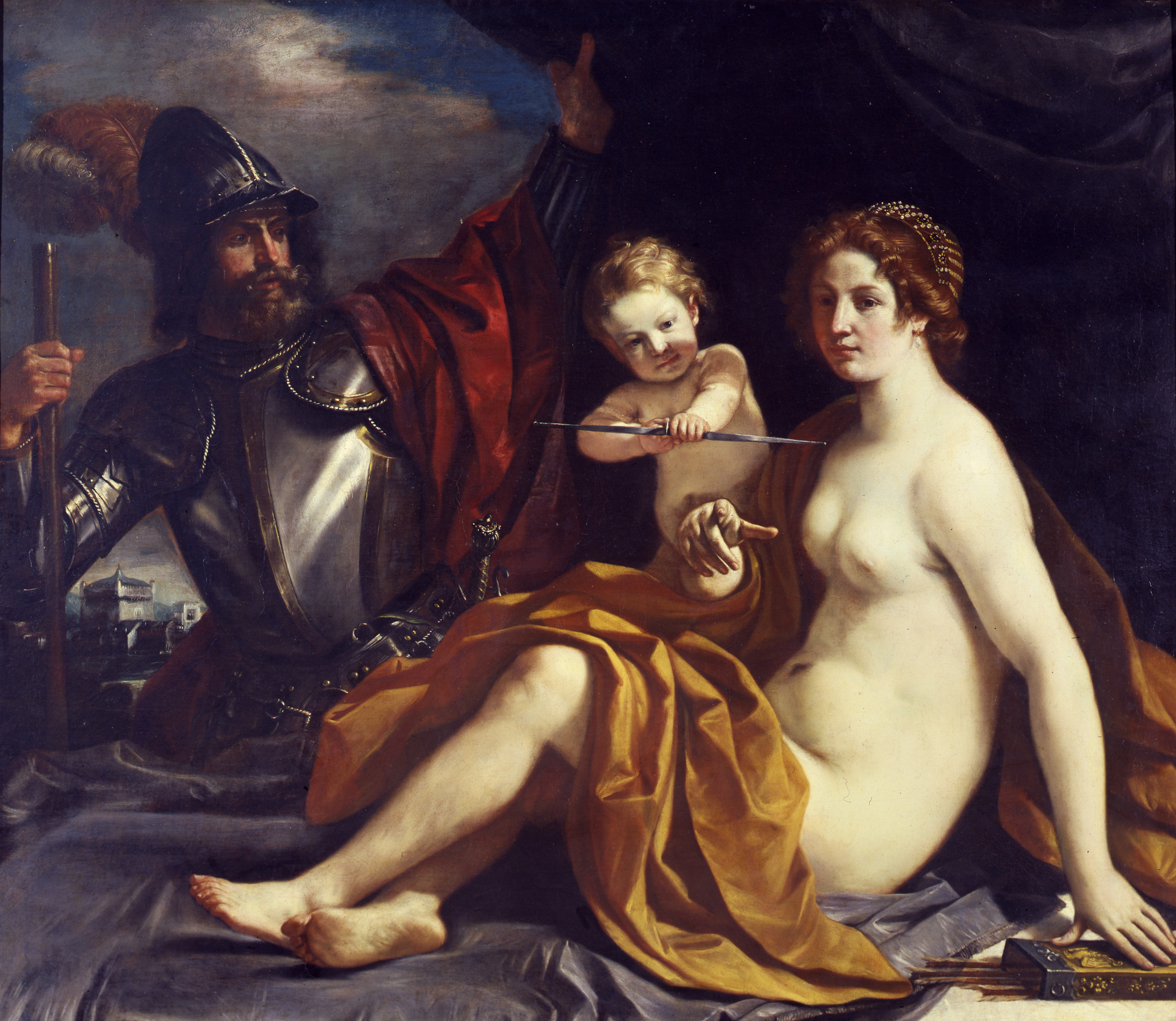
Marte, Venus y Cupido (Galería Estense de Módena).
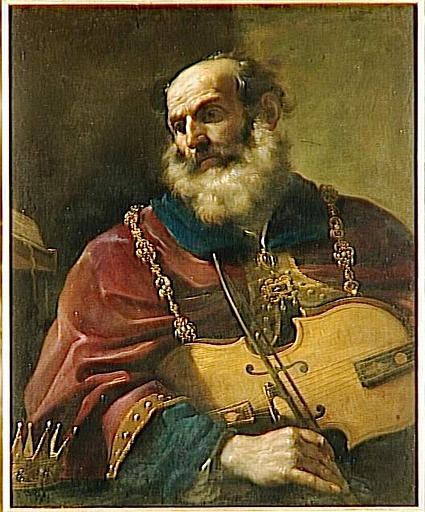
Rey David violinista, en el Museo de Bellas Artes de Ruan.
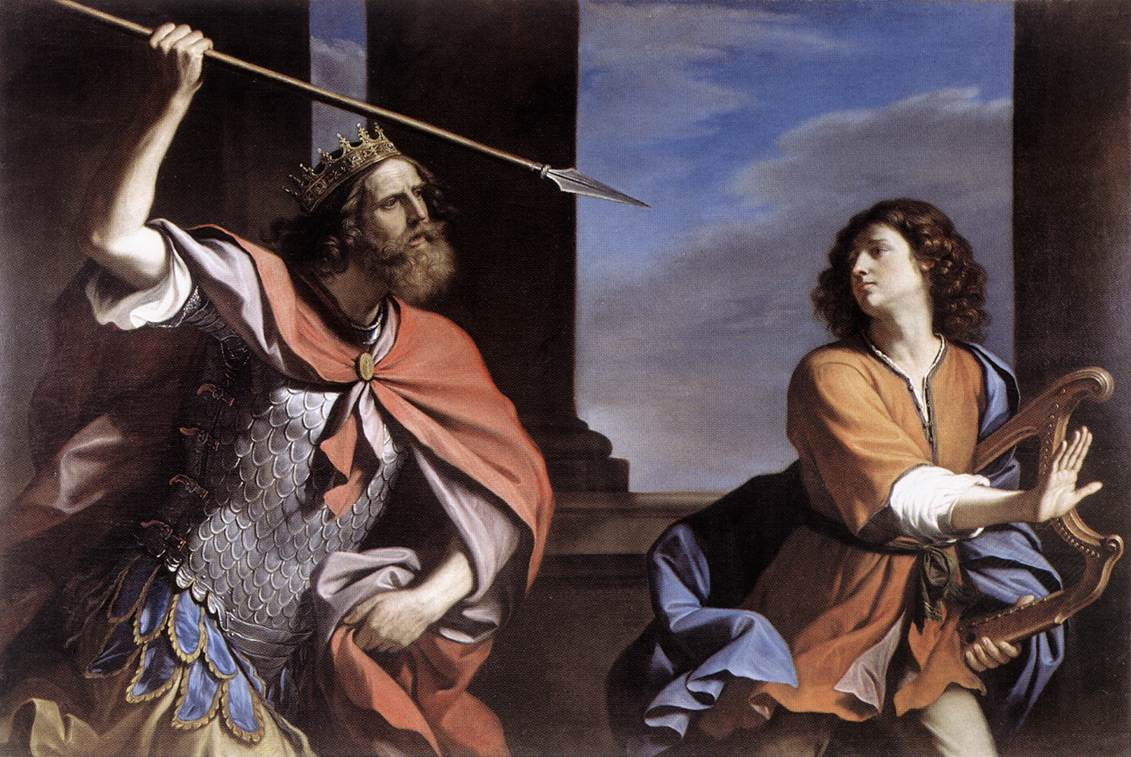
Saúl intenta dar muerte a David, Galleria Nazionale d'Arte Antica di Palazzo Barberini, Roma.
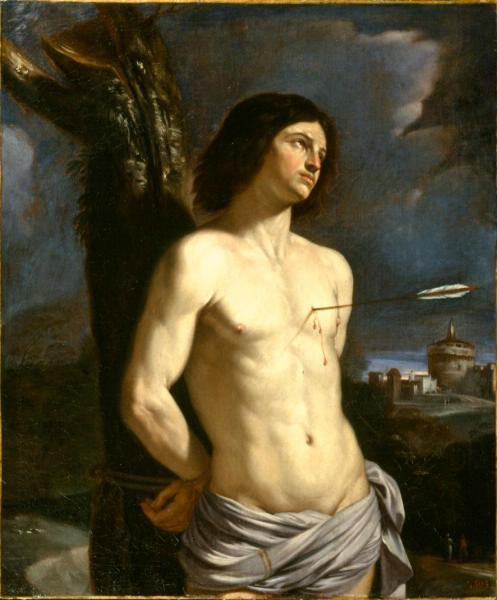
San Sebastián, Museo Pushkin, Moscú
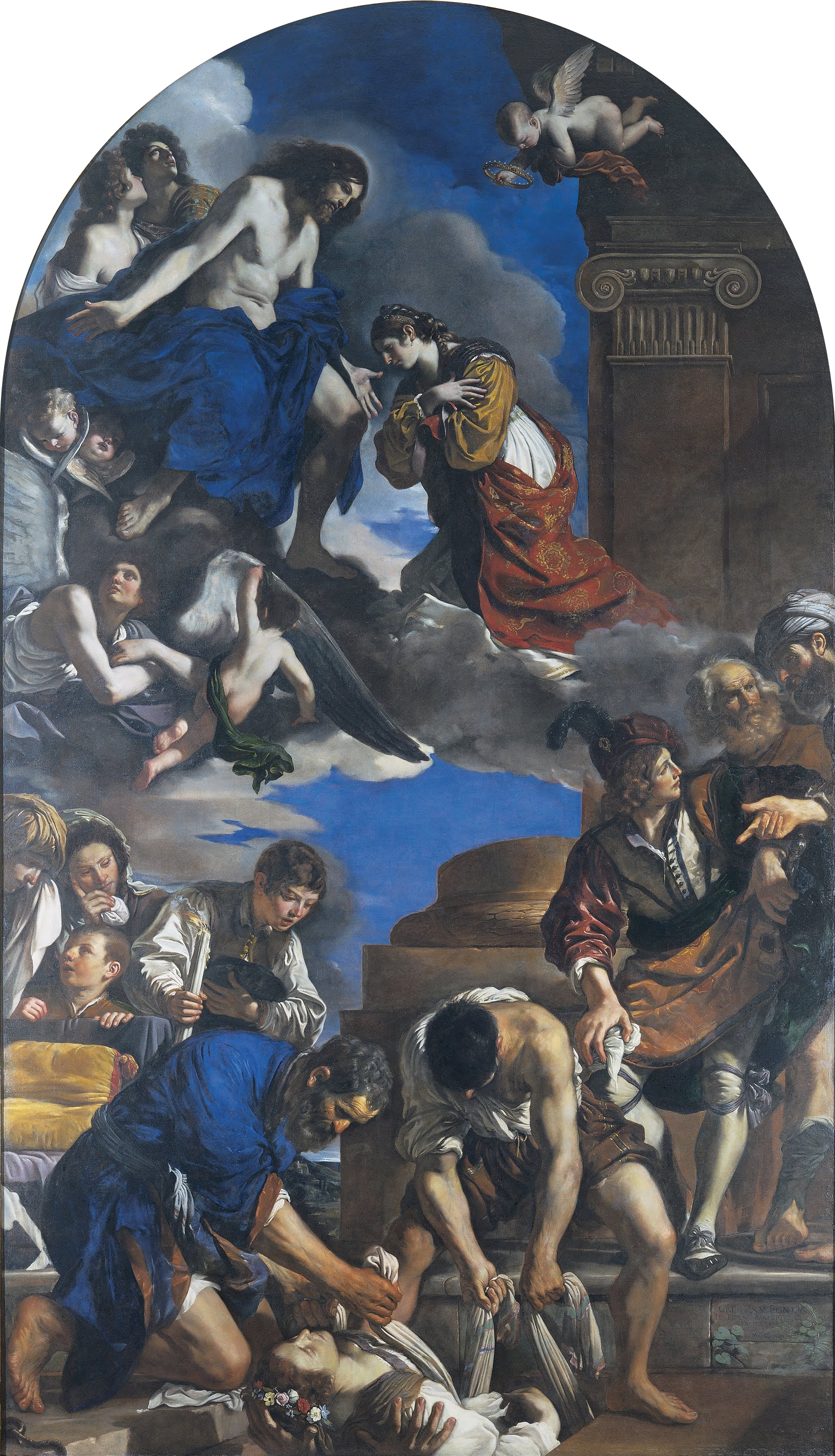
El entierro de Santa Petronila, Museos Capitolinos, Roma.
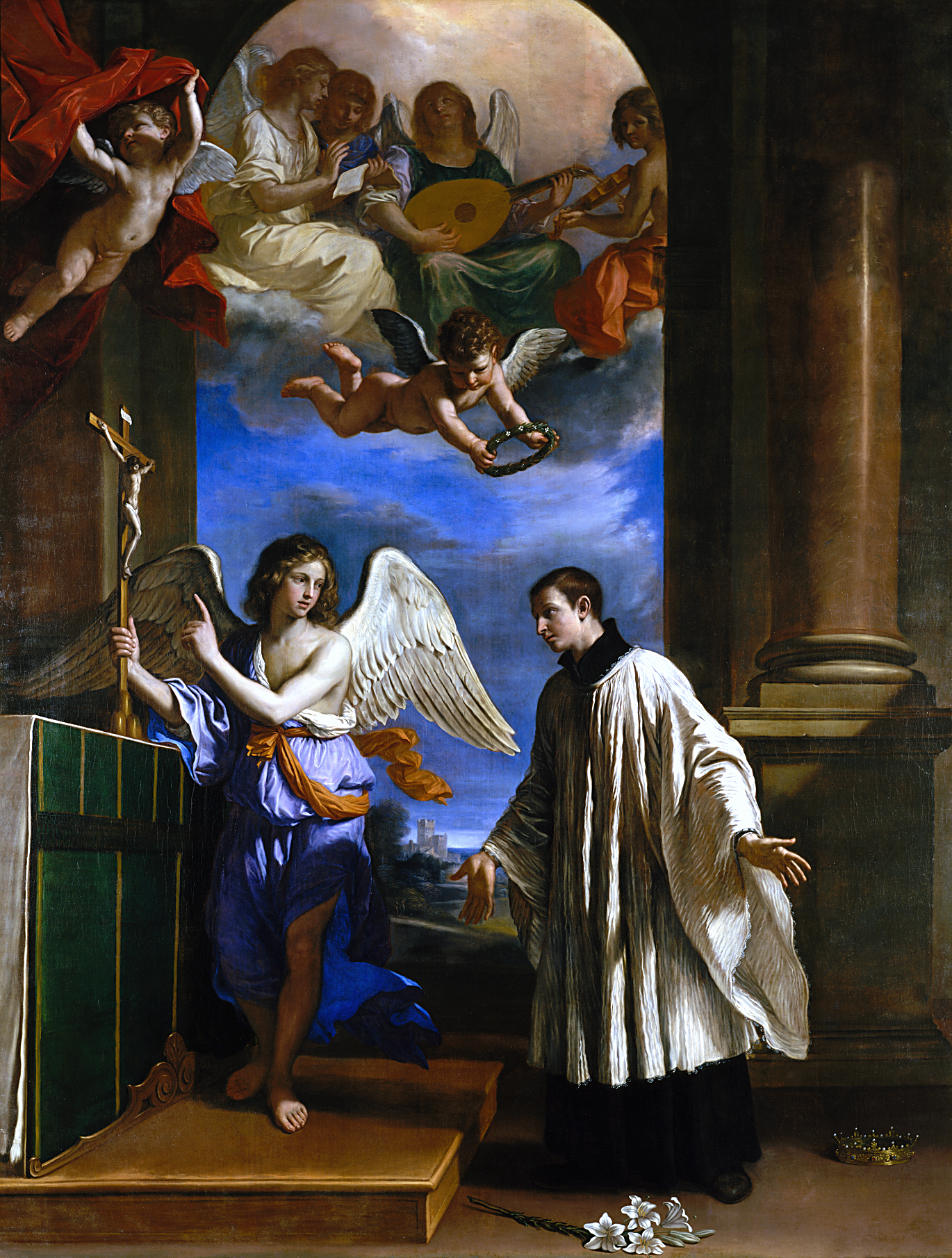
La vocación de San Luis Gonzaga, Met, Nueva York.
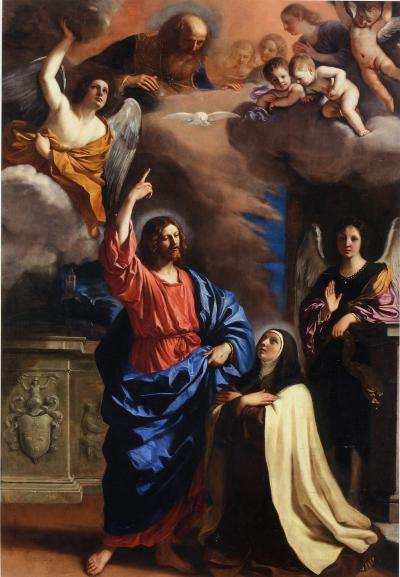
Aparición de Cristo a Santa Teresa, Museo Granet, Aix-en-Provence.
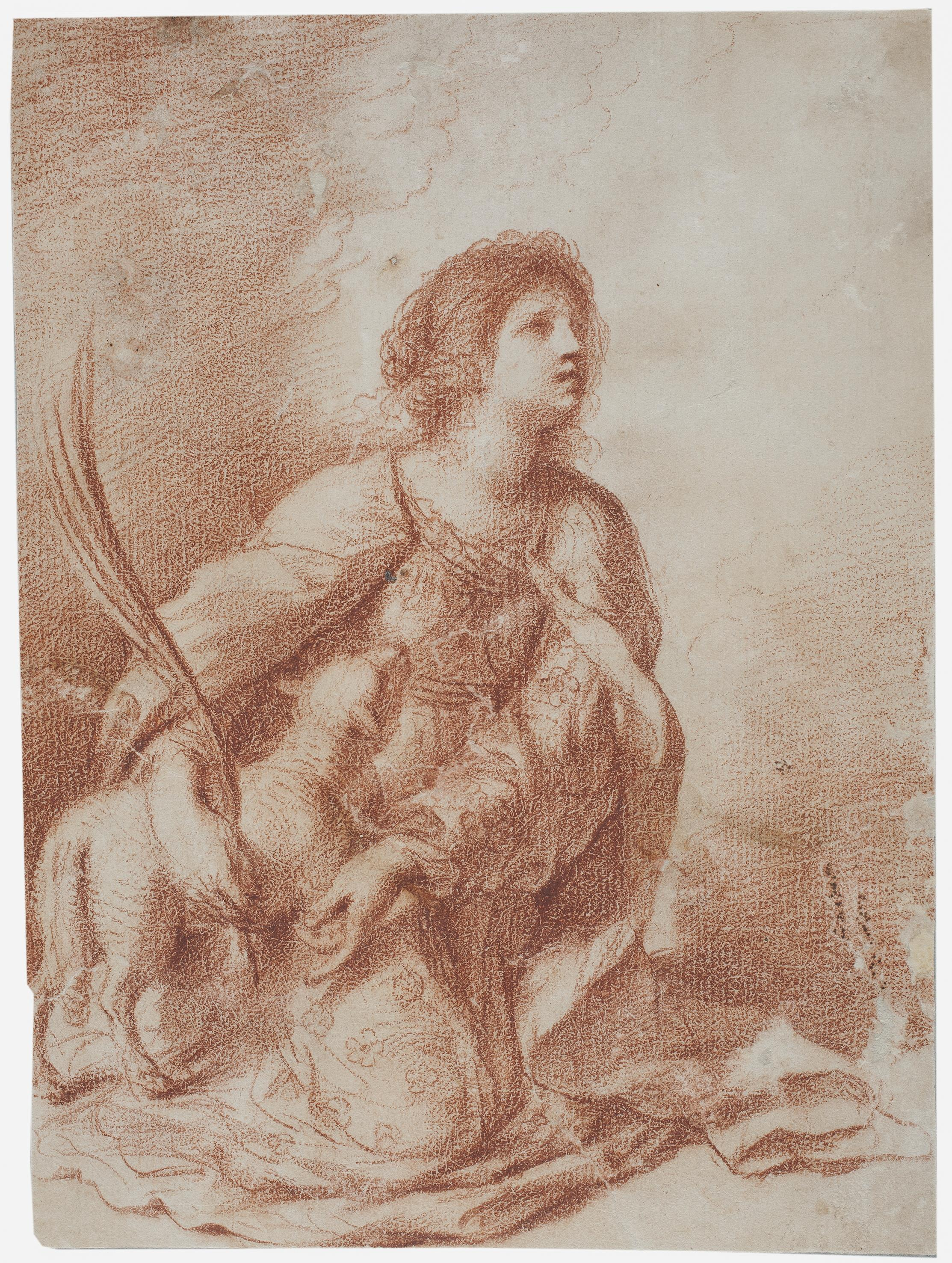
Santa Inés, sanguina, 1650-1660. Museo del Prado, Gabinete de Dibujos, Estampas y Fotografías.